# الطفيل بن الحارث
الطفيل بن الحارث بن المطّلب القرشيّ المطلبيّ، صحابي من أصحاب النبي محمد  ، حضر معركة بدر، حيث قدم إلى النبي محمد صلى الله عليه وسلم هو وأخوه عبيدة والحصين، وشهدوا بدرًا، فقُتِل عبيدة في هذه الغزوة، وظل الطفيل وأخوه يدافعان عن دين الإسلام ونبي الله محمد طيلة عهد النبوة، وشهدا المشاهد كلها مع النبي محمد صلى الله عليه وسلم، ثم في عهد الخليفة أبي بكر والخليفة عمر بن الخطاب، حتى وافاهما الأجل في عهد الخليفة عثمان بن عفان سنة إحدى وثلاثين، وقيل: اثنتين وثلاثين، توفي الطفيل أولًا، ثم الحصين بعده بأربعة أشهر.

## سيرته
هو الطّفيل بن الحارث بن المطّلب بن عبد مناف بن قصيّ، وأمّه سُخيلة بنت خُزاعي الثّقَفيّة وهي أُمّ عُبيدة ابن الحارث.
شهد بدرًا وأُحدًا والخندق والمشاهد كلها مع رسول الله ، وآخى رسول الله  بين الطّفيل بن الحارث والمنذر بن محمّد بن عُقبة، وقيل: إنّه آخى بين الطّفيْل وسفيان بن نَسْر بن عمرو الأنصاريّ، ويقال: إنّه آخى بين الطّفيل وسفيان ابن قيس بن الحارث.
وروي عنه أَنه قال: صلى بنا رسول الله ، وذكر أبو الوفاء البغدادي، عن ابن عباس، في قوله تبارك وتعالى: ﴿فَمَن كَانَ يَرْجُو لِقَاءَ رَبِّهِ﴾ قال: نزلت في علي، وحمزة، وجعفر، وعبيدة والطفيل والحصين بني الحارث.
قال ابن أبي حاتم: ليست له رواية. وقال ابن حجر العسقلاني: قد ذكر ابْنُ مَنْدَه له رواية، لكن في السّند جعفر بن عبد الواحد الهاشميّ، وهو متروك عند البَغَوِيّ. وذكره الشيخ الطوسي في أصحاب علي بن أبي طالب، وتوفي الطفيل سنة 31 هـ، وقيل: سنة 32 هـ، وقيل: 33 هـ. وكان للطّفيل من الولد عامرُ بن الطّفيل.

## زوجاته وأولاده
ذكر له المؤرخون المسلمون اثنتين من الزوجات:
- زينب بنت خزيمة بن الحارث بن عبد الله بن عمرو بن عبد مناف، وهي أم المساكين، كانت تسمى بذلك في الجاهلية، وكانت تحت الطفيل بن الحارث فطلقها، وتزوج بها عبيدة بن الحارث، وقتل يوم بدر شهيدًا، وتزوج بها النبي صلى الله عليه وسلم على رأس أحد وثلاثين شهرًا من الهجرة، فمكثت عنده ثمانية أشهر، وتوفيت في آخر ربيع الآخر على رأس تسع وثلاثين شهرًا من الهجرة، وصلى عليها النبي صلى الله عليه وسلم ودفنت بالبقيع.[7]
- أم شريك القرشية العامرية، واسمها غزية أو غزيلة بنت عوف بن عمرو، قيل: إنها كانت عند الطفيل بن الحارث، فولدت له شريكًا.[8]

وأما عن أولاده: فقد ذكر البلاذري أنه له من الولد: عامر بن الطفيل، ولد في عهد النبي صلى الله عليه وسلم، وتوفي في السنة الثانية من الهجرة.  وذكر ابن الأثير أن له ولدًا آخر، وهو شريك، من زوجته غزية التي كانت تكنى بأم شريك، ولم يعرف عن حياته شيئًا. [أسد الغابة، ابن الأثير، دار الكتب العلمية (7/340)]

## وفاته
توفي سنة إحدى وثلاثين، وقيل: سنة اثنتين وثلاثين، في عهد عثمان بن عفان، وهو ابن سبعين سنة، توفي أولًا، ثم توفي بعده أخوه الحصين بن الحارث في نفس السنة. 